# ZillaKami
Юниус Роджерс (англ. Junius Rogers; 20 сентября 1999 года, Нью-Йорк, США), более известный как ZillaKami — американский рэпер, певец и автор песен. Он являлся членом трэп-метал-группы City Morgue и соавтором песен 6ix9ine.
ZillaKami является одним из пионеров жанра трэп-метал, его музыка сочетает элементы хардкор-панка и хэви-метала с трэп-музыкой. В инструментальной части используется электрогитара, сам рэпер использует вокальный приём скриминг. В текстах его песен часто затрагиваются темы крайнего насилия, смерти, мазохизма и употребления наркотиков.

## Биография и карьера
Роджерс родился в Бэй-Шор, штат Нью-Йорк, в 1999 году. В подростковом возрасте он сформировал панк-рок группу со своими школьными друзьями под влиянием музыки Gorilla Biscuits. ZillaKami начал заниматься хип-хопом с гоустрайтинга и создания имиджа нью-йоркского рэпера 6ix9ine, идея его радужной эстетики также принадлежит Роджерсу. В течение этого периода он сделал две песни с ним «Yokai» и «Hellsing Station». Однако в августе 2017 года они поссорились, из-за того что Роджерс опубликовал фотографию, на которой 6ix9ine вступает в половой акт с девушкой, которой, как он утверждал, было тринадцать лет.
30 апреля 2017 года он выпустил свой дебютный мини-альбом LifeIsAHorrorMovie, который позже удалил, так как больше не чувствовал связи с такой музыкой.
Через несколько дней после освобождения из тюрьмы Нью-Йоркского репера SosMula, обвиняемого в употреблении и сбыте наркотиков, Роджерс познакомился с рэпером. Позже они основали хип-хоп-группу City Morgue. В августе 2018 года выпустили свой дебютный мини-альбом под названием «Be Patient».
5 сентября 2018 года Роджерс принял участие на треке вместе с JPEGMafia «Vengeance» из третьего студийного альбома Дензела Карри TA13OO.
12 октября 2018 года City Morgue выпустили дебютный студийный альбом City Morgue Volume 1: Hell or High Water, а вскоре после этого отправились в тур
29 ноября 2018 года он появился на треке Powers Pleasant «Please Forgive» при участии Jay IDK, Zombie Juice и Дензелом Карри.
С 24 июля по 23 августа он участвовал в туре Suicideboys Gray Day в составе City Morgue вместе с Turnstile, Дензелом Карри, Trash Talk, Пуей, Germ, Shoreline Mafia и Night Lovell.
13 декабря 2019 года City Morgue выпустили второй студийный альбом City Morgue Volume 2: As Good As Dead. Делюкс-версия была выпущена 15 мая 2020 года.
31 июля 2020 года City Morgue выпустили микстейп Toxic Boogaloo.
17 сентября 2021 года Роджерс выпустил свою дебютную сольную пластинку Dog Boy. 15 октября того же года City Morgue выпустили третий студийный альбом City Morgue Volume 3: Bottom Of The Barrel. 15 сентября 2023 года дуэт выпустил свою последнюю работу под названием My Bloody America, после группа распалась.

## Музыкальный стиль
Музыка ZillaKami смешивает элементы хардкор-панка и хэви-метала с трэп-музыкой за счёт электрогитары, скриминга и агрессивных лирических тем, включая насилие, смерть, мазохизм и употребление наркотиков. В статье для журнала Complex Джейкоб Мур назвал его творчество «самой беспощадной рэп-музыкой со времён Necro». Многие аспекты его музыкального стиля также были заимствованы 6ix9ine как во время, так и после периода их дружбы.
По словам артиста, он вдохновляется альбомами Floral Green и Hyperview Title Fight, In Rainbows Radiohead, а также творчеством рэпера DMX и хип-хоп-группы Onyx.

## Дискография

### Сольно
Студийные альбомы
- DOG BOY (2021)

Мини-альбомы
- LifeIsAHorrorMovie (2017)
- German Dogs (2019)

### В составе City Morgue
- Be Patient (2018)
- City Morgue, Volume 1: Hell or High Water (2018)
- City Morgue, Volume 2: As Good as Dead (2019)
- TOXIC BOOGALOO (2020)
- City Morgue, Volume 3: Bottom of the Barrel (2021)
- My Bloody America (2023)

### Гостевые участия
- 6ix9ine — «Yokai» (2016)
- 6ix9ine — «Hellsing Station» (2016)
- $ubjectz — «GangShit» при участии Cameronazi (2017)
- $ubjectz — «War Paint» при участии Cameronazi (2017)
- ITSOKTOCRY — «SHINIGAMISTARSHIP» (2017)
- Cameronazi — «AREYOUREADYKIDS?» ft. $ubjectz (2017)
- Cameronazi — «Squad Up» (2017)
- Cameronazi — «Devil horns» (2017)
- Saint Poncho — «FVKKK» (2017)
- XZARKHAN — «Jungle Klipped» (2017)
- BROC $TEEZY — «Want Em Dead» при участии fl.vco & KXNG (2018)
- Yadrin — «Demonscall» (2018)
- Yadrin — «BHUM BUKKET RMX» при участии SosMula (2018)
- Stoney — «Runnin'» (2018)
- BurnKas — «Red Rum» (2018)
- Denzel Curry — «VENGEANCE» при участии JPEGMafia (2018)
- Lil Gnar — «Man Down» (2018)
- Powers Pleasant — «Please Forgive» при участии Jay IDK, Zombie Juice и Дензела Карри (2018)
- Danon The Producer — «Shootinphotos» (2018)
- DrownMili — «Kid Soulja» при участии BurnKas (2018)
- ESKIIIS — «I Solemnly Swear» (2018)
- RAMIREZ — «BAPHOMET/MOSH PIT KILLA» (2019)
- Пуя & CITY MORGUE — «Bulletproof Shower Cap» (2019)
- Дензел Карри — EVIL TWIN (2020)
- NYCL KAI — «Incredible» при участии Snot (2020)
- IC3PEAK — «TRRST» (2020)
- DJ Scheme — «Thor’s Hammer Worthy» при участии Ski Mask The Slump God (2020)
- Trippie Redd — «DEAD DESERT» при участии Scarlxrd (2021)
- SosMula — «Boogaloo» (2021)
- Jeris Johnson — «RAINING BLOOD» (2022)
- ONI и CITY MORGUE — «War Ender» (2022)